# Schindelmesser

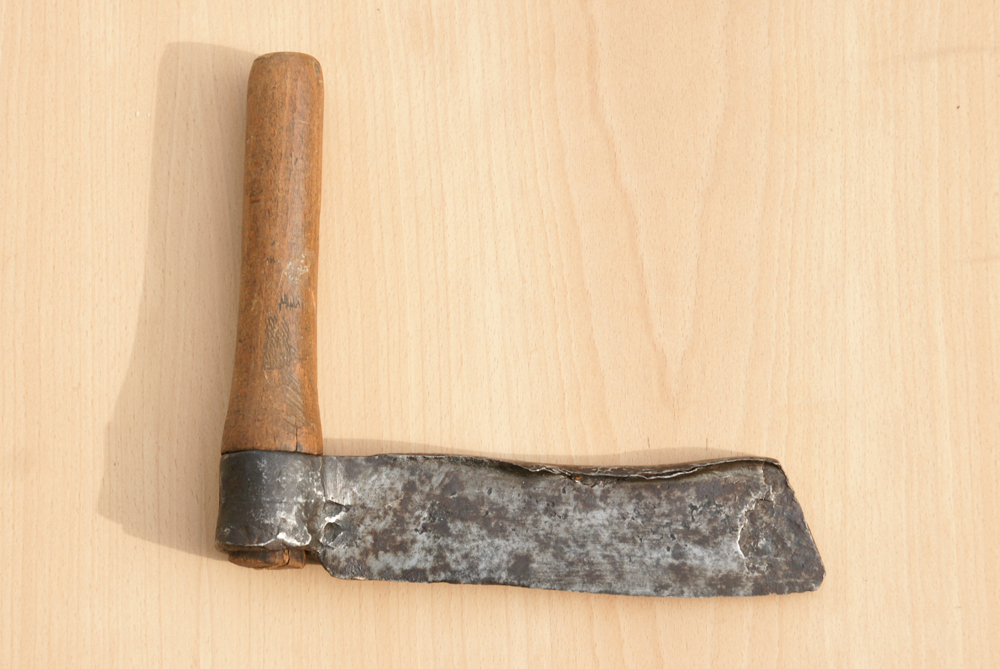
Schindelmesser, Schweiz um 1900

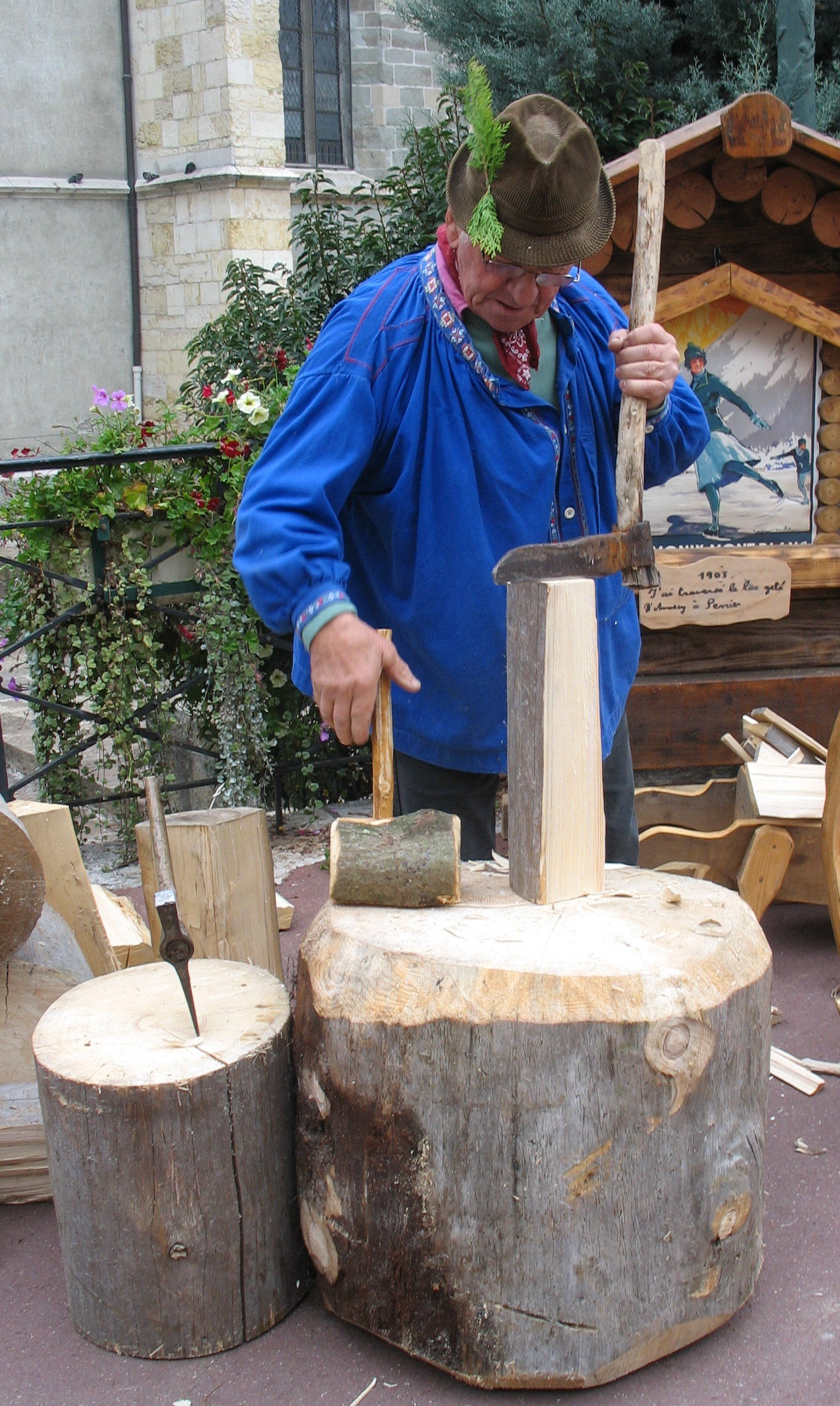
Schindelmesser mit langem Griff

Schindelmesser sind Werkzeuge für die spaltende Holzbearbeitung und dienen der Herstellung von Holzschindeln.
Holzschindeln wurden üblicherweise auf landwirtschaftlichen Höfen selbst hergestellt. In gewissen Regionen führte die Professionalisierung und Nachfrage zum Beruf des Schindelmachers.

## Grundlagen
Schindelmesser gibt es in verschiedenen Größen. Diese reichen von ca. 10 cm bis ca. 30 cm Klingenlänge. Ebenso variiert auch die Länge des Griffes von 10 cm bis ca. 60 cm. Die Länge des Griffs ist einerseits regional verschieden, unterscheidet sich jedoch auch dadurch, ob der Schindelmacher steht oder sitzt.
Nebst dem L-förmigen Schindelmesser gibt es noch das Schindelspaltmesser und das Schindelputzmesser, die beide auch maschinell hergestellt werden.